# María Cristina Davini
María Cristina Davini (1948- 19 de julio de 2015) fue una pedagoga, docente y autora argentina.

## Biografía
Estudió Ciencias de la educación en la Universidad Nacional de Buenos Aires y fue doctora en Ciencias humanas por la Universidad Católica de Río de Janeiro. Trabajó activamente la formación docente y fue especialista en didáctica.
Fundadora y primera titular de la cátedra de Formación y Reciclaje Docente del Departamento de Ciencias de la Educación de la Universidad Nacional de Buenos Aires.
Formó parte de los primeros cursos del CVSP de la Organización Panamericana de la Salud, y fue la coordinadora de los primeros cursos de formación de tutores y de diseño de material educativo para entornos virtuales.
Realizó numerosas publicaciones en el campo de la enseñanza.

## Libros
- 1995: Los maestros del siglo XXI. En coautoría con Andrea Alliaud. Colaboradoras: Felicitas Acosta, Alicia Merodo, Paula Scaliter y Graciela Vilela. (ISBN 950-9467-65-0)
- 1995: La formación docente en cuestión: política y pedagogía. (ISBN 950-12-6108-5)
- 1996: Corrientes didácticas contemporáneas. En coautoría con Alicia W. de Camilloni, Gloria Edelstein, Edith Litwin, Marta Souto, Susana Barco. (ISBN 978-950-12-6113-4)
- 1997:El currículum de formación del magisterio. (ISBN 950-9467-37-5)
- 2002: De aprendices a maestros. En coautoría con Andrea Alliaud, Lea F. Vezub, Claudia Loyola, Nadia Poliak, Valeria Garrote, Laura Isod. (ISBN 987-98271-9-8)
- 2008: Métodos de enseñanza. Didáctica general para maestros y profesores. (ISBN 978-950-46-1910-9)
- 2015: La formación en la práctica docente. (ISBN 978-950-12-0196-3)